# Groothuser Kirche

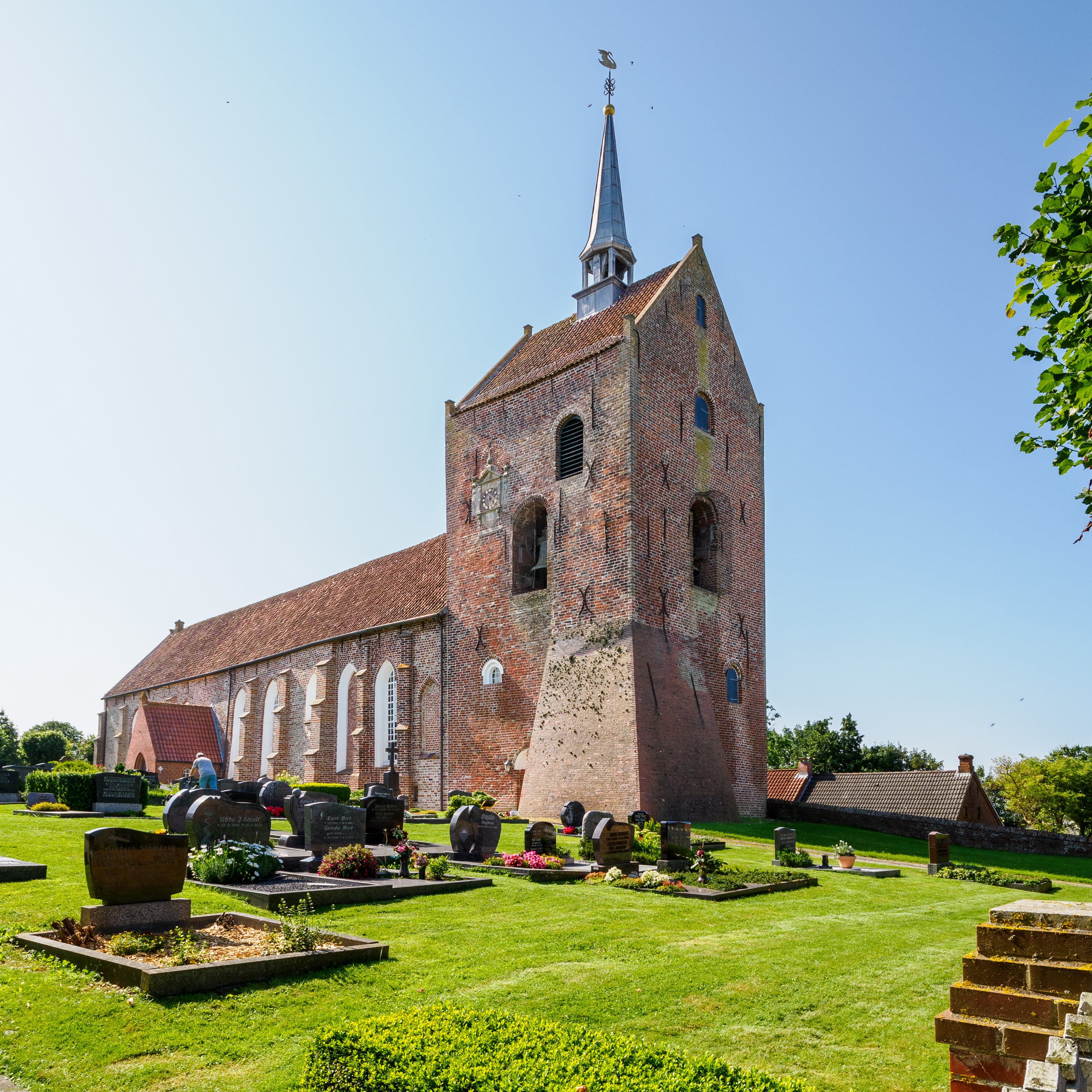
Groothuser Kirche

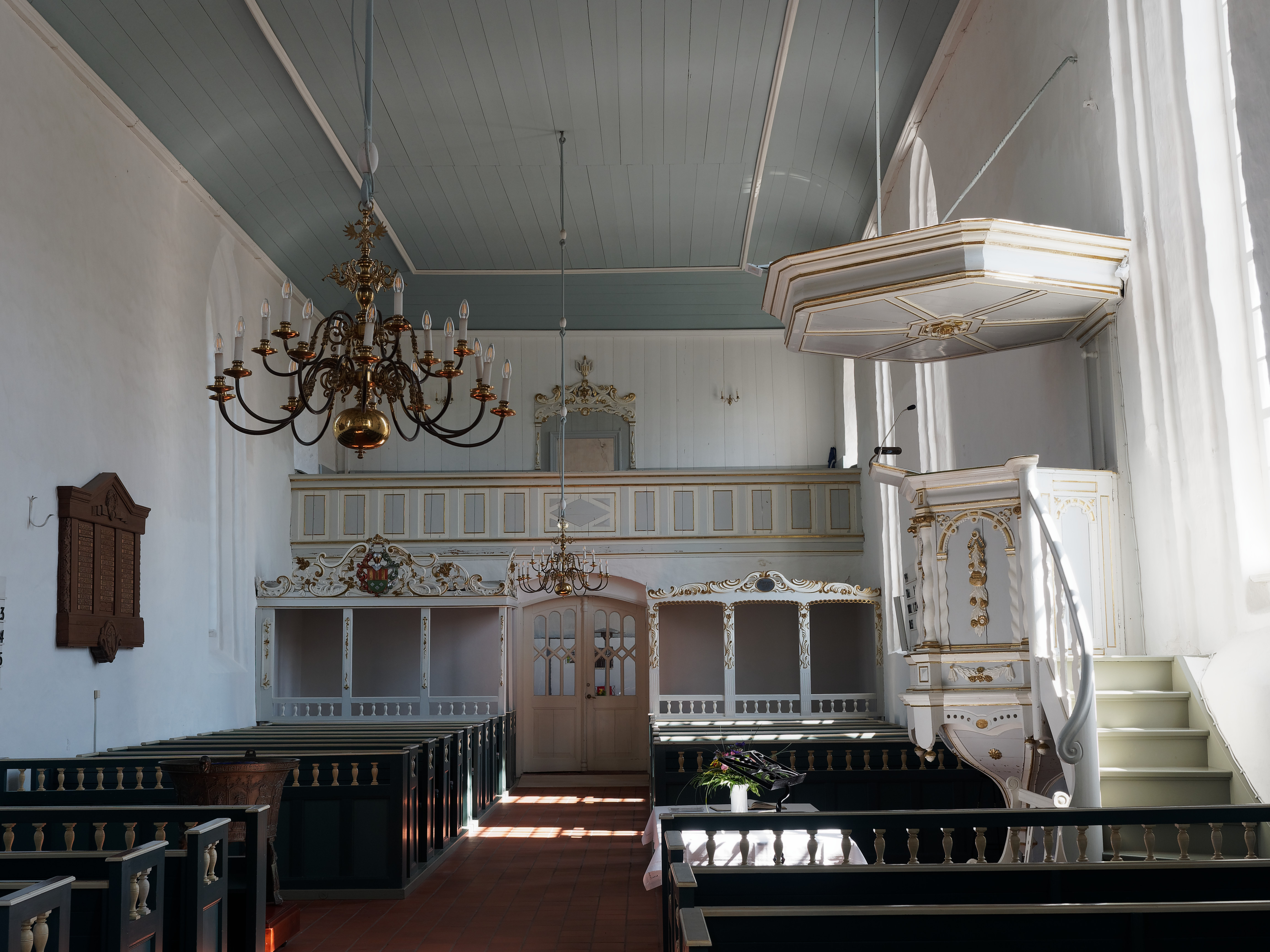
Kirchenraum mit Herrengestühl und Kanzel

Die evangelisch-reformierte Groothuser Kirche steht im ostfriesischen Ort Groothusen, in der Krummhörn. Das heutige Bauwerk geht in seiner Grundsubstanz auf das Jahr 1425 zurück, der Turm ist älter und wird auf das Jahr 1225 datiert. Im frühen Mittelalter war sie eine der sechs Propsteikirchen des alten Emsgaues.
Von übergeordneter kunsthistorischer Bedeutung ist vor allem die Orgel, die von Johann Friedrich Wenthin erbaut wurde sowie das Taufbecken von Ghert Klinghe, das als die älteste Bronzetaufe Ostfrieslands gilt.

## Geschichte
Der Ort Groothusen zählt zu den ältesten Wohnplätzen in der Krummhörn und bestand seit dem 8. Jahrhundert. Das Dorf verfügte über lange Zeit über einen Zugang zum offenen Meer und entwickelte sich zu einem lokal bedeutenden Handelsplatz auf einer Langwarft an der Sielmönker Bucht.
Über den Bau eines ersten Kirchengebäudes selbst liegen keine Quellen vor, jedoch wird vermutet, dass der Missionar Liudger bereits um 790 eine Sendkirche gründete, die dem Heiligen Petrus geweiht war. Ziemlich sicher handelte es sich dabei um eine Holzkirche, deren Überreste unter dem heutigen Bau in den frühgeschichtlichen Warfthorizonten vermutet werden. Im frühen Mittelalter war Groothusen Sitz einer münsterschen Propstei und damit eine der sechs Propsteikirchen des alten Emsgaues.
Um 1200 wurde die Holzkirche durch einen Sakralbau aus Tuffstein ersetzt. Dieser war etwas kleiner als der heutige Bau. Sakralbauten aus Tuff waren die Steinkirchen in der Krummhörn, sie sind vornehmlich an den ehemaligen Küstenlinien und an den Flussmündungen zu finden. Das dafür benötigte Baumaterial wurde aus Andernach am Rhein in der Eifel auf dem Wasserweg über Deventer und Utrecht nach Ostfriesland transportiert.
Im Osten der Tuffkirche wurde um 1225 der hohe, schlanke Turm im Stil der Romanik errichtet.
Im Jahre 1425 wurde das alte Kirchenschiff abgerissen und durch einen gotischen Neubau ersetzt. Dabei kam auch Baumaterial aus dem Abbruch des Vorgängerbaus zu einer neuen Verwendung. Vor allem an der Nordseite blieb der Tuffstein erhalten. Da für den Neubau das Material aus dem Abbruch nicht reichte, wurden zusätzlich Backsteine verwendet. Als Mörtel wurde Muschelkalk benutzt. Auch der Glockenturm wurde mit Backsteinen ummantelt und mit dem Kirchenschiff verbunden, das ursprünglich von einer Apsis abgeschlossen wurde. Zu einem Chorturm wurde er nicht ausgebaut.
Nach der Reformation hatte Groothusen nach Angaben des ostfriesischen Chronisten Houtrop von 1597 bis 1600 einen lutherischen Prediger namens Gerhard Sprangius, der dann wegen seiner lutherischen Lehre abgesetzt wurde. Seither ist der Ort reformiert geprägt. Heute hat die Gemeinde, die in einem Verbund mit der Visquarder Kirche ihre Eigenständigkeit wahren konnte, etwa 500 Mitglieder.

## Beschreibung

### Das Äußere

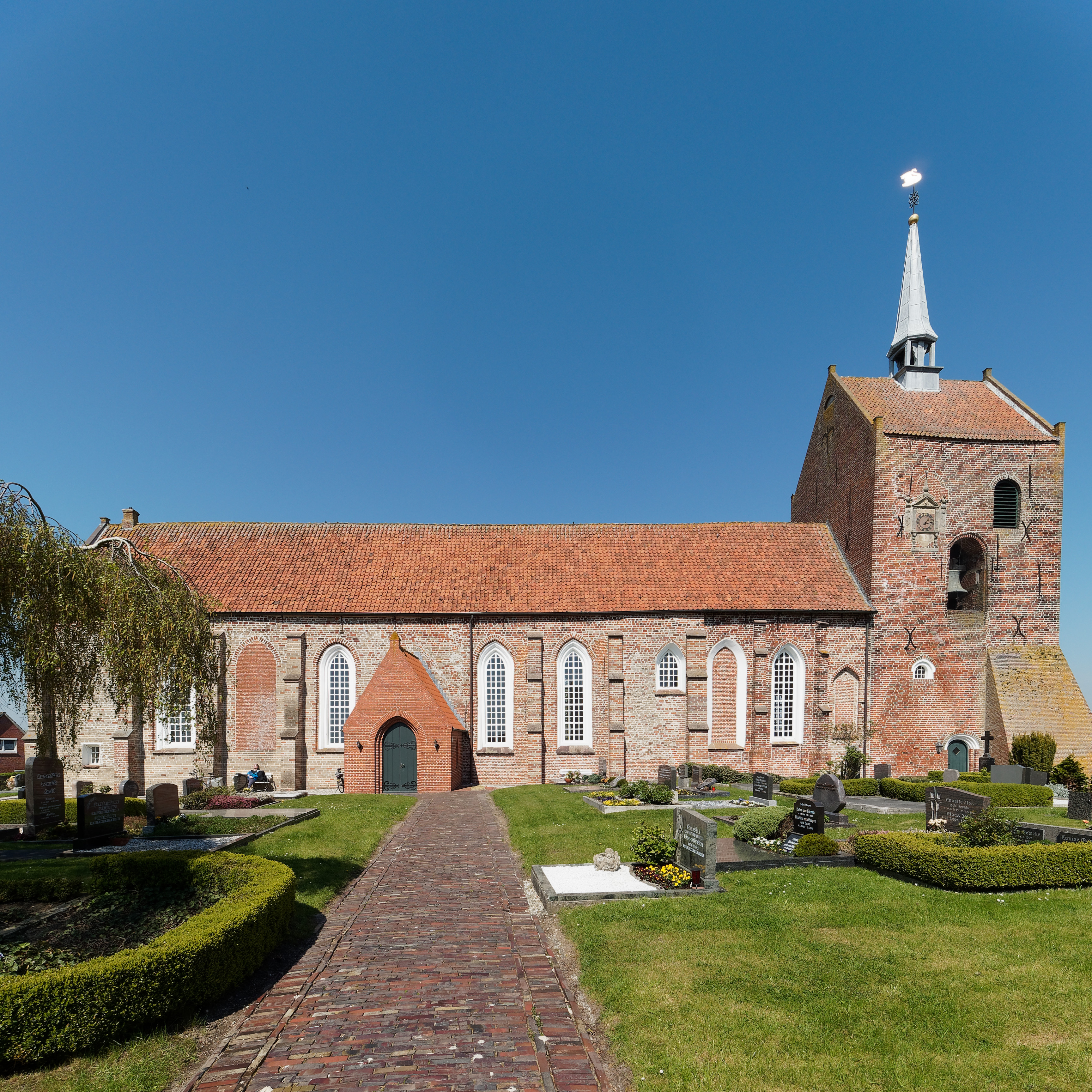
Die Kirche von Süden am Rand des Friedhofs

Das Kirchenschiff wurde im Stil der Gotik, der ältere Kirchturm im Stil der Romanik errichtet. Die Längsseiten an der Nord- und Südseite sind durch Strebepfeiler gegliedert. An diesen hat sich teilweise die ursprüngliche, abgetreppte Form erhalten. Zu Zeiten ihrer Erbauung hatte die Kirche drei Eingänge. Durch die heute vermauerte niedrige Nordtür mit einem Stichbogen betraten die Frauen das Gotteshaus. Sie wird auch als Normannentür bezeichnet. Dies geht auf eine im Volksmund bekannte Überlieferung aus der Zeit der Normanneneinfälle zurück, nach dem sich alle Kirchenbesucher beim Verlassen des Gotteshauses nach Norden zu Ehren der Normannen zu verneigen hatten. Da der Steinkirchenbau erst über 250 Jahre nach den Normanneneinfällen einsetzte, ist diese These jedoch nicht haltbar.
Die Südtür war den Männern sowie bei Hochzeiten den Bräuten vorbehalten. Sie wurde in späterer Zeit mit einem Vorbau versehen und dient heute als Haupteingang, während das größer und reicher ausgebildete Westportal zu Hochzeiten und besonderen Anlässen geöffnet wird.
Von den ursprünglich vorhandenen schlanken, großen Spitzbogenfenstern sind heute noch fünf an der Süd- und drei an der Nordseite geöffnet. Sie haben mehrfachprofilierte Laibungen, die entweder mehrfach rechteckig abgetreppt oder von Rücksprüngen mit abgefassten Kanten umzogen sind.
Der hohe, schlanke Turm im Osten der Kirche weist vier gleichgestaltete romanische Schalllöcher auf. Er war ursprünglich freistehend errichtet und wurde erst 1425 mit dem Kirchenschiff verbunden. Das nach Westen ausgerichtete Schallloch ist heute durch das Dach der später angebauten Kirche verdeckt. Ungewöhnlich für eine reformierte Kirche ist ein Schwan als Wetterfahne, der auf den lutherischen Geistlichen Gerhard Sprangius zurückgeht, der von 1597 bis 1600 in der Kirche seinen Dienst tat. Das lutherische Symbol wurde der Gemeinde durch den lutherischen Grafen Edzard II. aufgenötigt.

### Das Innere

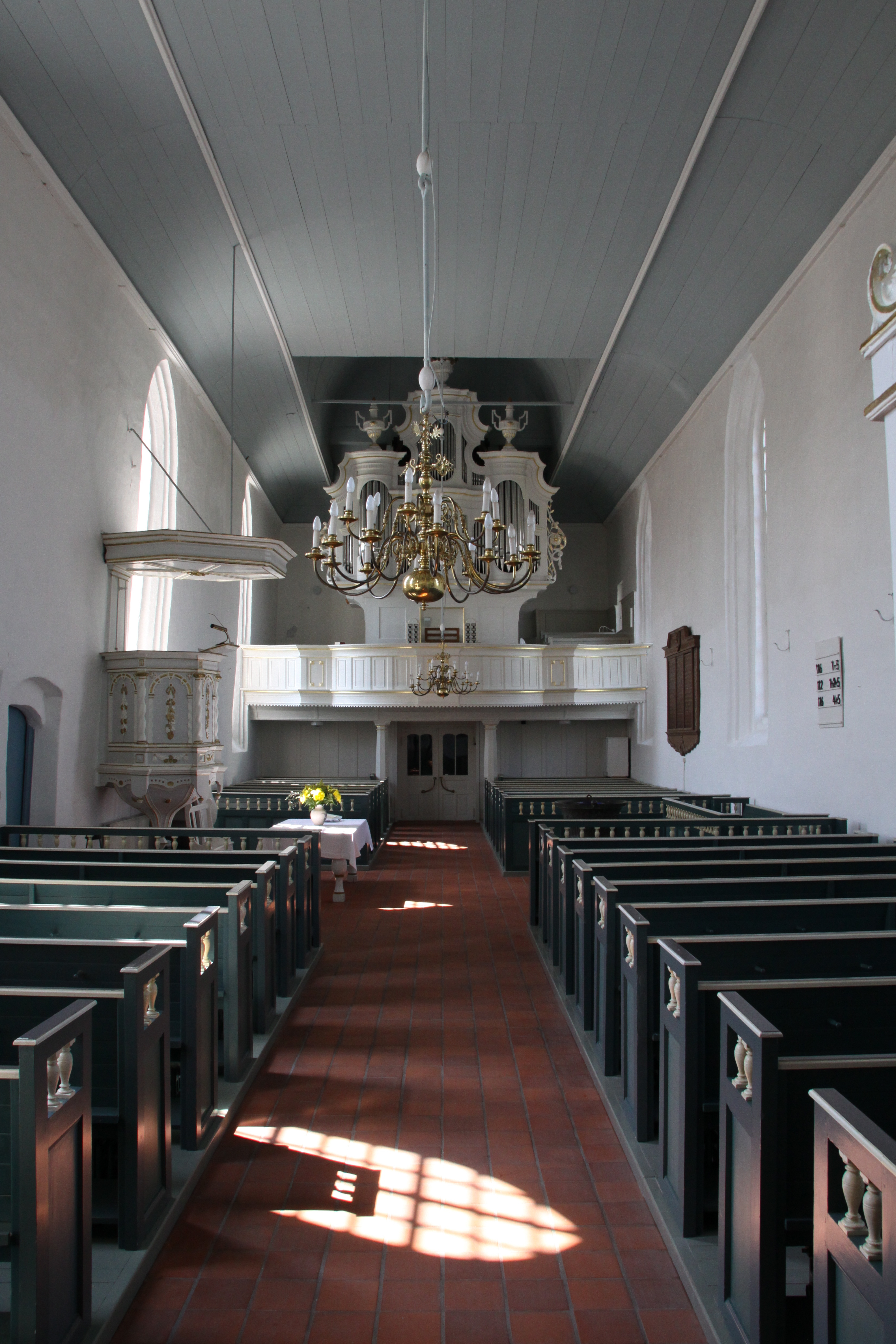
Blick ins Kirchenschiff

Das Kirchenschiff weist an der Nordwand einen leichten Knick auf, weil der Turm schmaler ist als der Hauptbaukörper. Es ist in insgesamt elf schmale Joche gegliedert, von denen die beiden östlichen Joche aufgrund der Verjüngung zum Turm hin trapezförmig ausgestaltet sind. Vermutlich war ursprünglich ein Gewölbe vorgesehen, von dem aber bisher keine Spuren entdeckt wurden, so dass unsicher ist, ob dieses jemals ausgeführt wurde.
Heute ist die Kirche nach oben mit einer hölzernen Spiegeldecke überwölbt. Der vom Kirchenschiff durch eine Mauer mit Stichbogenöffnung abgetrennte Chorraum hat eine einfache Balkendecke.
Die Wände im Inneren sind seit der Reformation verputzt und weiß gestrichen. Zu Zeiten der Erbauung der Kirche waren die Wände mit ornamentalen und figürlichen Malereien versehen und die Fenster waren vermutlich farbig verglast.
Vermutlich sollte die Kirche ursprünglich einen polygonalen Abschluss haben, der jedoch nicht zur Ausführung kam. Darauf deutet der erste Strebepfeiler der Südseite hin, der schräg gestellt errichtet wurde.

## Ausstattung

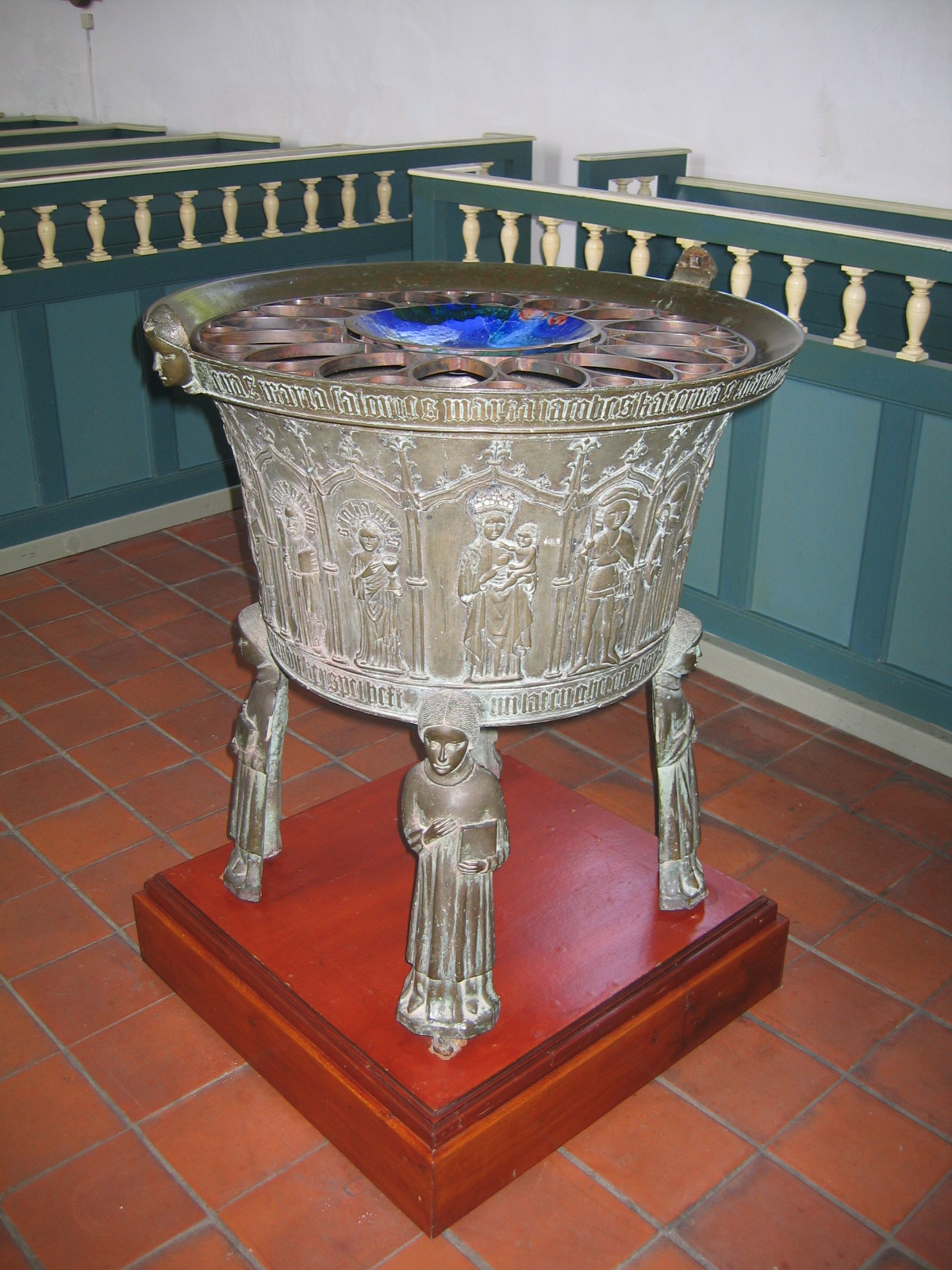
Das Taufbecken

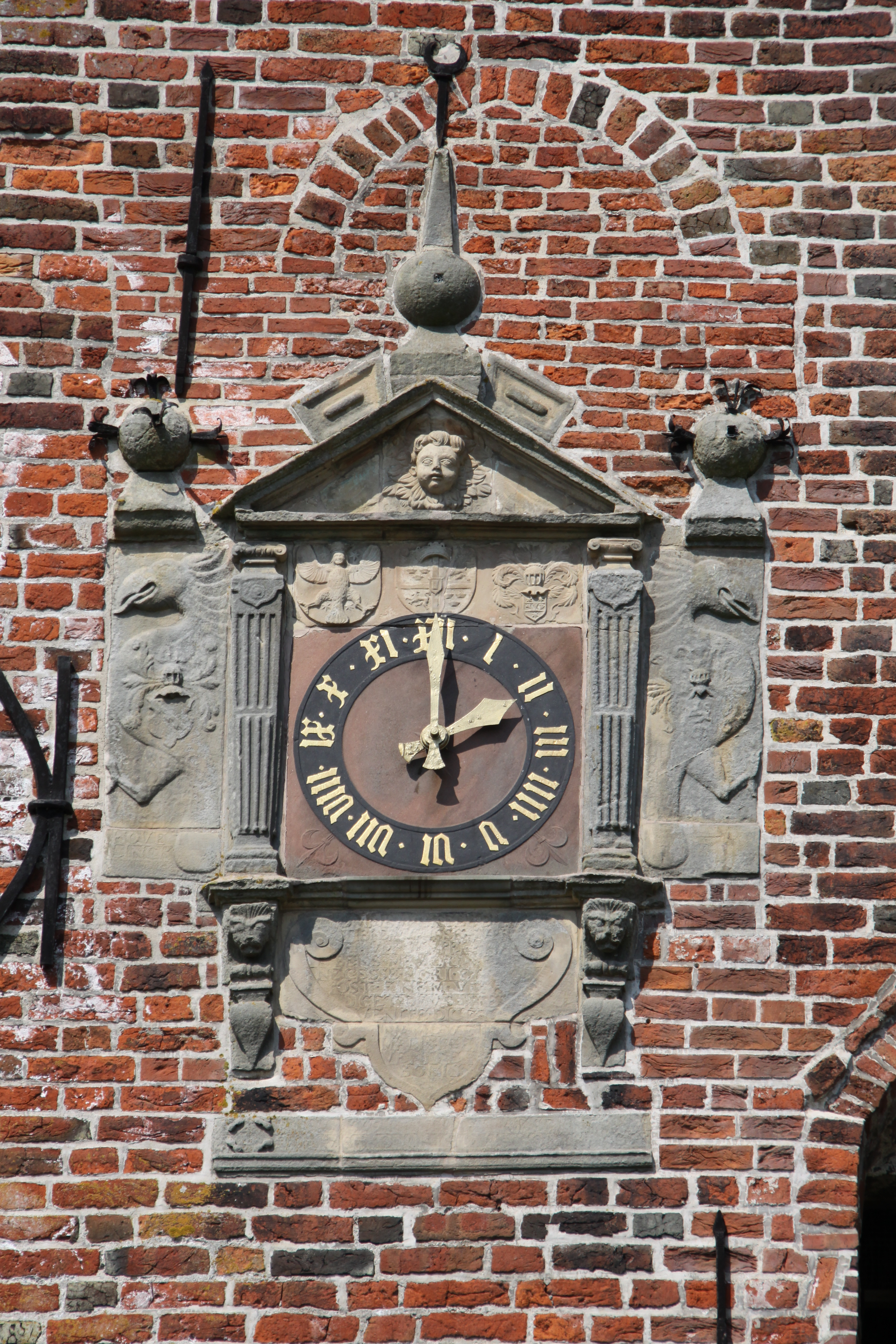
Die von Sprangius gestiftete Uhr

Von der vorreformatorischen Ausstattung der Kirche ist fast nichts erhalten geblieben. Der lang gestreckte Raum wurde völlig umgestaltet. Ursprünglich für die liturgischen Zwecke der römisch-katholischen Lehre gebaut, dient er seit der Reformation als Predigtraum nach protestantischer Auffassung, dessen Schwerpunkt sich vom Chor zur Kanzel verlagerte, weil die Verkündung des Wortes in den Mittelpunkt der Andacht rückte. Alle Bilder und Abbildungen auf Gegenständen wurden entfernt.
Im abgetrennten Chorraum befinden sich Grabsteine und Sarkophagdeckel von Bewohnern der Groothuser Burgen und der ehemaligen Pastoren. Sie befanden sich ursprünglich im Mittelgang der Kirche und wurden bei der Renovierung verlegt. Der markanteste Grabstein ist der von Adda van Mecklenborch, der einzigen Herrin von Groothusen. Sie starb 1590 und ist auf ihrem Grabmal aus Blaustein in der Tracht ihrer Zeit auf einem kleinen Podest unter einem Bogen mit gegliederten Pfosten dargestellt. Zwei Engel schweben über ihr und halten über ihrem Kopf ein Allianzwappen: Lilie auf Herz und Pelikan mit Jungen.
An der östlichen Schmalseite vor dem Chorraum ist das Herrengestühl angebracht, das mit dem Wappen der ehemaligen Besitzer der Oster- (links) und der Westerburg (rechts) versehen ist. Das ältere Eichengestühl musste bei einer Kirchenrenovierung im Jahre 1968 erneuert werden. Dabei konnten die geschnitzten Seitenteile und die Trennwände des Vorgängers wieder verwendet werden, so dass der Charakter des Kircheninneren erhalten blieb.
Das Taufbecken ist die älteste Bronzetaufe Ostfrieslands. Sie stand bis zur letzten Innenrenovierung der Kirche im Jahre 1968 auf einem schweren Sandsteinsockel unter der Kanzel und war mit einem mächtigen trichterförmigen Holzdeckel bedeckt. Heute befindet er sich gegenüber der Kanzel. Das Bronzebecken wurde im Jahre 1454 von Ghert Klinghe aus Glockenmaterial gegossen. Es ist eine frühe Arbeit des Glockengießers, der als einer der bedeutendsten seiner Zeit in Norddeutschland gilt. Dargestellt ist die Kreuzigung inmitten der Standfiguren von Aposteln, der Madonna und des heiligen Mauritius. Getragen wird das Becken von vier jugendlichen Diakonen, ihre Köpfe stimmen mit den Köpfen am Beckenrand überein.
Auf dem Dachboden des Pfarrhauses wurde vor wenigen Jahren ein vergoldeter spätgotischer Priesterkelch gefunden. Da dieser Kelch von Houtrop noch beschrieben wurde, muss er noch lange nach der Reformation benutzt worden sein.
Der Glockenturm trägt drei Glocken, von denen die so genannte Betglocke im Jahre 1773 gegossen wurde. Sie wurde während des Zweiten Weltkrieges beschlagnahmt, aber nicht eingeschmolzen, so dass sie 1947 wieder an der alten Stelle aufgehängt werden konnte. Seitdem läutet sie täglich um 8 Uhr, 12 Uhr und 18 Uhr. Die beiden Glocken bestehen aus Stahl. Sie wurden 1925 gegossen und ersetzten ihre Vorgänger aus den Jahren 1423 (Brandglocke, umgegossen 1892) und aus dem Jahre 1707, die im Ersten Weltkrieg beschlagnahmt und eingeschmolzen wurden.
Die Uhr links neben dem Schallloch in der Südseite des Turms ist ein Werk aus dem Jahre 1599. Sie ist von einer Steinumrandung in Renaissanceform eingefasst und wurde der Gemeinde während der Amtszeit des lutherischen Geistlichen Gerhard Sprangius von Edzard II. und Katharina Wasa gestiftet, deren Wappen oberhalb des Ziffernblattes angebracht sind.

## Orgel

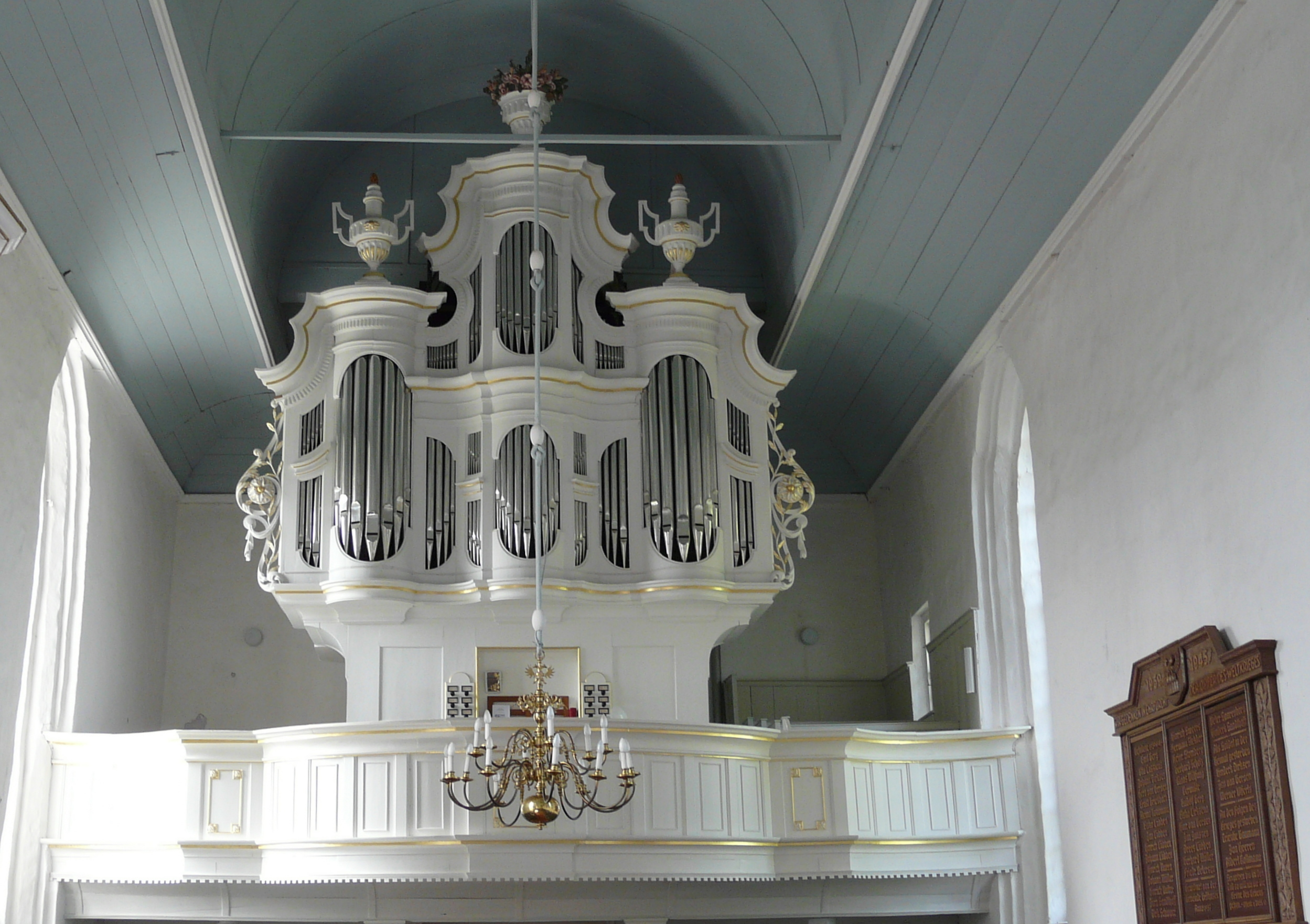
Wenthin-Orgel von 1801

Bereits in spätgotischer Zeit besaß die Gemeinde eine Orgel. Sie wurde im Jahr 1520 von Meister Petrus von Emden gebaut, als Johannis von Bra Prediger in Groothusen und Wierds Mecken Häuptling waren. Über die Größe des Instruments ist nichts bekannt. 1647–1653 führte Jost Sieburg Reparaturen durch, 1694 Valentin Ulrich Grotian und 1741/1742 Johann Friedrich Constabel. Im Jahr 1794 hieß es beim Rechnungsschluss, dass „die diesige alte Orgel gantz unbrauchbahr geworden und nicht repariret werden könte“, sodass ein Neubau ins Auge gefasst wurde.
Die heutige Orgel an der Westseite wurde von Johann Friedrich Wenthin im Rokokostil erbaut und am 10. Mai 1801 in Gebrauch genommen. Der Baumeister selbst bezeichnete sie bei der Einweihung als allervorzügliche Landorgel in Ostfriesland. Sie gilt aufgrund ihres vollständig erhaltenen Chores von Mahagoni-Traversflöten als ein Kunstwerk europäischen Ranges. Erstmals wurde sie im Jahre 1930 von Max Maucher aus Emden renoviert und im Jahre 1968 wegen starker baulicher und klanglicher Mängel außer Betrieb genommen, ehe sie 1987 durch Alfred Führer aus Wilhelmshaven umfassend renoviert wurde. Das Instrument besitzt 19 Register, verteilt auf 2 Manualen. Das Pedal ist angehängt. Die Orgel weist folgende Disposition auf:
| I Hoofdwerk C–f3 |               |     |     |
| 1.               | Principal     | 8′  | F   |
| 2.               | Bordun        | 16′ | W   |
| 3.               | Gedact        | 8′  | W   |
| 4.               | Fluit travers | 8′  | W   |
| 5.               | Octav         | 4′  | W/F |
| 6.               | Fluit travers | 4′  | W   |
| 7.               | Nasat         | 3′  | W   |
| 8.               | Octav         | 2′  | W   |
| 9.               | Mixtuur IV    |     | W   |
| 10.              | Fagot         | 16′ | F   |
| 11.              | Trompete      | 8′  | F   |

| II Bovenwerk C–f3 |                 |    |   |
| 12.               | Principal       | 4′ | F |
| 13.               | Angenaam Gedact | 8′ | W |
| 14.               | Gedact Fluit    | 4′ | W |
| 15.               | Octav           | 2′ | F |
| 16.               | Wald Fluit      | 2′ | W |
| 17.               | Cornet III      |    | F |
| 18.               | Vox angelica    | 8′ | F |
| 19.               | Vox humana      | 8′ | F |

| Pedaal C–d1 |                 |
|             | angehängt an HW |

- Koppeln: II/I
- Spielhilfe: Tremulant (ganze Orgel)

Anmerkungen
W = Johann Friedrich Wenthin, Emden (1798–1801)
F = Alfred Führer, Wilhelmshaven (1987)